# Kabergolina
Kabergolina (łac. Cabergolinum) – organiczny związek chemiczny, pochodna alkaloidów sporyszu, stosowana głównie w leczeniu hiperprolaktynemii.

## Mechanizm działania
Kabergolina jest pochodną ergoliny o silnym i długotrwałym działaniu dopaminergicznym. Lek pobudza w sposób bezpośredni receptory dopaminowe D2 przedniego płata przysadki, co hamuje wydzielanie prolaktyny. Przy wyższych niż terapeutyczne stężeniach kabergoliny, lek działa ośrodkowo. Długotrwałe działanie leku wiąże się z długim okresem półtrwania kabergoliny w przysadce (ok. 60 godzin). U osób zdrowych oraz cierpiących na hiperprolaktynemię działanie obniżające poziom prolaktyny utrzymywało się przez 7–28 dni, zaś u kobiet w okresie połogu – przez 14–21 dni.
Kabergolina działa wysoce selektywnie – nie wpływa na produkcję i wydzielanie innych hormonów przysadki oraz kortyzolu. Kabergolina wykazuje również działanie hipotensyjne.

## Farmakokinetyka
Z przewodu pokarmowego kabergolina wchłania się szybko, osiągając maksymalne stężenie we krwi w ciągu 0,5–4 godzin. Nie stwierdzono, by pokarm wpływał na stopień i czas wchłaniania oraz na stężenie, jakie lek osiąga we krwi. Lek metabolizowany jest w wątrobie w niewielkim stopniu. Głównym produktem przemiany jest 6-allilo-8β-karboksyergolina, która stanowi 3–4% podanej dawki. W wyniku metabolizmu kabergoliny powstają jeszcze inne metabolity, ich łączna ilość nie przekracza jednak 3% podanej dawki leku. Wszystkie one hamują wydzielanie prolaktyny, jednak ich aktywność w tym zakresie, w porównaniu do kabergoliny, jest znikoma. Okres półtrwania leku wynosi 63–68 godzin w przypadku osób zdrowych i 79–115 godzin u chorych na hiperprolaktynemię. Lek wiąże się z białkami osocza w 41–42%. Wydalany jest głównie z kałem (72%).

## Wskazania
Kabergolina stosowana jest:
- w celu przerwania lub zahamowania laktacji
- w zaburzeniach związanych z nadmiernym wydzielaniem prolaktyny
  - zaburzenia miesiączkowania (brak, skąpa, nieregularna miesiączka)
  - brak owulacji
  - mlekotok
- w leczeniu gruczolaka przysadki (prolactinoma), idiopatycznej hiperprolaktynemii oraz zespołu pustego siodła tureckiego, związanego z hiperprolaktynemią.

## Przeciwwskazania
- nadwrażliwość na kabergolinę, pochodne alkaloidów sporyszu lub jakikolwiek inny składnik preparatu
- nietolerancja laktozy
- wady zastawek serca
- okres karmienia piersią
- ciąża (należy ocenić i porównać potencjalne korzyści dla matki i potencjalne zagrożenia dla płodu)
- nadciśnienie spowodowane ciążą, stanem przedrzucawkowym lub nadciśnienie poporodowe (przeciwwskazanie względne).

## Ostrzeżenia specjalne
- Stosując pochodne sporyszu należy zachować dużą ostrożność w przypadku pacjentów cierpiących na:
  - zaburzenia sercowo-naczyniowe
  - zespół Raynauda
  - chorobę wrzodową lub krwawienia z przewodu pokarmowego
  - różnego rodzaju zaburzenia psychiczne (przede wszystkim psychozy) lub ze stwierdzoną przez psychiatrę skłonnością do nich.
- Należy rozważyć zmniejszenie dawki kabergoliny u chorych z ciężką niewydolnością wątroby.
- Konieczne jest częste monitorowanie ciśnienia krwi, jeśli pacjent jest leczony kabergoliną i lekami przeciwnadciśnieniowymi.
- Kabergolina może powodować włóknienie zastawek serca. Wiąże się to z kumulowaniem kabergoliny podawanej przez dłuższy czas. Dlatego też zaleca się, jeszcze przed rozpoczęciem leczenia, poddać ocenie układ sercowo-naczyniowy chorego (wykonanie echokardiogramu jest pomocne w celu wykrycia bezobjawowego uszkodzenia zastawek). Konieczne jest również wykonanie podstawowych badań, takich jak: OB, rentgen klatki piersiowej, badanie czynności nerek.
Zwłóknienie zastawek może początkowo nie dawać żadnych widocznych objawów, dlatego należy zwracać szczególną uwagę na następujące symptomy, które mogą świadczyć o włóknieniu:
  - chorobę opłucnej i/lub płuc, a także na duszność, trudności w oddychaniu, kaszel, ból w klatce piersiowej
  - niewydolność nerek lub niedrożność moczowodów, które mogą być objawami włóknienia pozaotrzewnowego
  - niewydolność serca, która może być manifestacją zwłóknienia zastawek. W przypadku potwierdzenia włóknienia zastawek, należy bezzwłocznie przerwać podawanie kabergoliny.
- Podczas leczenia kabergoliną odnotowano epizody nagłego zasypiania, głównie u pacjentów cierpiących na chorobę Parkinsona.
- Przed rozpoczęciem leczenia kabergoliną należy wykonać szczegółowe badania oceniające funkcjonowanie przysadki.
- Jako że kabergolina przywraca owulację i płodność u kobiet cierpiących na hipogonadyzm związany z hiperprolaktynemią, a do poczęcia dojść może przed pojawieniem się miesiączki, zaleca się, by kobiety stosowały skuteczną antykoncepcję w trakcie leczenia kabergoliną. Należy również zwrócić szczególną uwagę na kobiety, które zaszły w ciążę po zakończeniu leczenia kabergoliną, bowiem może u nich dojść do wzrostu wcześniej istniejących guzów przysadki.

## Interakcje
Nie zaleca się stosowania kabergoliny łącznie z innymi pochodnymi alkaloidów sporyszu, szczególnie w przypadku terapii długookresowej.
Leki będące antagonistami receptorów dopaminowych (pochodne fenotiazyny, butyrofenonu, tioksantenu oraz metoklopramid) mogą znacznie osłabiać działanie kabergoliny.
Nie należy podawać łącznie kabergoliny i antybiotyków makrolidowych, ze względu na znaczne zwiększenie biodostępności kabergoliny i możliwość nasilenia objawów niepożądanych.
Stosowanie leków obniżających ciśnienie krwi i kabergoliny może być przyczyną wystąpienia niedociśnienia ortostatycznego.

## Działania niepożądane
Do najczęściej występujących działań niepożądanych można zaliczyć senność oraz zaburzenia pracy serca, wady zastawek (głównie niedomykalności wynikające z zapalenia zwłókniającego), zapalenie osierdzia, wysięk osierdziowy oraz nudności. Pojawiają się one w 1 na 10 przypadków leczenia kabergoliną. Często pojawia się również depresja lub obniżenie nastroju, zmęczenie, bóle i zawroty głowy, nagłe omdlenia, objawy ze strony przewodu pokarmowego (bóle brzucha, zaparcie, niestrawność), nadwrażliwość i bóle piersi. Bardzo rzadko pojawiają się:
- zaczerwienienie twarzy
- bóle mięśni
- skórne reakcje alergiczne
- wymioty
- niedociśnienie bez- lub objawowe (zależnie od czasu trwania leczenia), spadek poziomu hemoglobiny
- kołatanie serca
- przejściowe niedowidzenie połowicze (hemianopsja)
- parestezje, skurcze mięśni kończyn dolnych
- zaburzenia psychiczne, w tym patologiczna skłonność do hazardu i hiperseksualność (szczególnie u chorych z chorobą Parkinsona).